# Брезе Мартин Мартинович
Мартин Мартинович Брезе (нар. 1881, маєток Вампе Ризького повіту Ліфляндської губернії, тепер Латвія — розстріляний 26 лютого 1938, місто Москва, Російська Федерація) — радянський діяч, член ВЦВК. Член Центральної контрольної комісії ВКП(б) у 1930—1934 роках.

## Біографія
Народився в селянській родині. Освіта середня. Працював робітником-слюсарем.
Член РСДРП(б) з 1905 року. За активну участь у революційному русі був заарештований.
З 1917 до 1918 року працював слюсарем на заводі міста Петрограда.
У 1918—1921 роках — комісар батальйону Латиської стрілецької дивізії, учасник громадянської війни в Росії.
У 1921—1924 роках — представник РРФСР (СРСР) із лісної справи у Латвійській республіці. У 1924 році заарештований за шпигунство, до 1926 року перебував у в'язниці міста Риги. У 1926 році депортований до СРСР.
З 1926 року — слюсар-майстер, завідувач відділу виробництва, завідувач відділу електроструму Московського електрозаводу.
У липні 1930 — січні 1934 року — член партійної колегії Центральної контрольної комісії ВКП(б).
До січня 1938 року — завідувач складу тресту будівництва набережних Московської ради.
17 січня 1938 року заарештований органами НКВС. Засуджений Воєнною колегією Верховного суду СРСР 11 лютого 1938 року до страти, розстріляний 26 лютого 1938 року. Похований на Бутовському полігоні біля Москви.
14 березня 1956 року посмертно реабілітований.